# Frederik 4.
 Der er flere personer med dette navn, se Frederik 4. (flertydig).
Frederik 4. (11. oktober 1671 – 12. oktober 1730) var konge af tvillingrigerne Danmark og Norge fra 1699 til sin død i 1730.
Frederik 4. tilhørte den oldenborgske slægt og var søn af Kong Christian 5. og Charlotte Amalie af Hessen-Kassel.

## Fødsel og opvækst
Frederik 4. blev født kl. 2 om natten den 11. oktober 1671 på Københavns Slot som ældste søn af kong Christian 5. i hans ægteskab med Charlotte Amalie af Hessen-Kassel. Den lille prins blev døbt samme aften med navnet Frederik af den kongelige konfessionarius Hans Leth. Han var den første prins, som blev døbt ved den kongelige døbefont, som siden er benyttet ved alle kongelige børns dåb i Danmark.
Hans farfar kong Frederik 3. var død, halvandet år før han blev født, og han var dermed kronprins fra fødslen. Som 18-årig fik han som tronfølger sæde i statsrådet.
1692-93 foretog han en lang udenlandsrejse. Vejen gik over Tyskland til Italien, hjem over Frankrig og Holland. Stor udvikling eller berigelse gav turen ham ikke; hans sans for åndelige nydelser forblev uvakt, kunst og videnskab drog ham nu så lidt som siden, hvorimod hans praktiske sans vel lod ham indhøste en del erfaringer ved det meget ny, han hørte og så. Men samtidig gav rejsen stødet til udvikling af en allerede da fremtrædende stærk sanselighed. En gang senere i sit liv (1708—09) vendte han tilbage til Italien, men også da var udbyttet væsentligst adspredelse.
I de år, der endnu gik, før han blev konge, savnede han stærkt virkeligt arbejde. Thi trods de dårlige kundskaber følte han en alvorlig og energisk trang til virksomhed, der kun dårlig tilfredsstilledes ved den ringe forberedelse til kongegerningen, som faderen gav ham ved kort før sin død at lade ham deltage i konseiliets og højesterets møder. Allerede nu indså Frederik, hvor uheldig opdragelsen havde været, han arbejdede møjsommelig på ved selvstudium at oprette det forsømte og følte, da faderen døde, sikkert glæde over at se et stort arbejde for sig.

## Personlighed
Frederik 4. var om nogen bevidst om sin stilling som enevældig konge af Guds nåde. Han tog gennem hele sit liv denne opfattelse som grundlag på godt og ondt. Han udviste en utrættelig arbejdslyst og arbejdskraft. Han var gennemtrængt af en følelse af pligt til personligt at deltage i styrelsen på alle områder og således i lige grad til at beskæftige sig med enhver slags regeringssager. Han havde en stærk vilje at skaffe sig selvstændig kundskab om alt, og han frygtede ikke noget arbejde for at nå dertil. Han følte ansvar for alle dele af tvillingriget. Han var jævnlig på rejser rundt om i rigerne. Hjemme var der den største orden og grundighed i hans støtte daglige deltagelse i styrelsen. Kongens lakaj Erik Torm skrev i november 1729 om Frederik, at han var travlt beskæftiget med "skrivning og efterregninger i alle tilfælde, såsom han økonomien overalt nøje efterså, og ville vide, enten det var i stort eller lidet, så betjentene såvel ved amterne som ellers overalt meget nøje på fingrene; thi han var en stor husholder, ja indtil et pund hø", og senere omtalte ham som en "nådig og mild herre og konge, ville vide alt, hvad i rigerne passerede, en stærk regner, var nøje påpassende, en stor økonomus, meget arbejdsom med at ville se og efterse alt, havde en overmåde høj hukommelse, kunne udstå kulde, og var gerne med, hvor slet vejrliget og var". Kongen talte til alle og hørte på "alle, høje og lave, ihvor ringe de og var, var gavmild imod de fattige, belønnede de tro tjenere, havde stor fornøjelse over og nåde for militære og bondestanden, og var ikke for nye moder". Pligtfølelsen, der lå bagved, bundede i stor respekt for kongegerningen; han ville, at enhver af hans undersåtter skulle vide, at kongen vågede over hans tarv og kunne blive hans tilflugt. Et smukt udtryk herfor var den lette adgang, bønder og borgere havde til over for ham at fremkomme med bøn eller klage. Han var jævn og nådig mod alle; fik menigmand ham ikke i tale, når han færdedes i slotsstaldene, tog han imod mundtlige eller skriftlige henvendelser på bestemte tider og på en måde, der omhyggelig hindrede uheldige mellemmænd.
Således var han i nær overensstemmelse med grundprincippet for den enevoldsmagt, han havde taget i arv, og om hvilken han nærede de samme ophøjede forestillinger som hans fader og bedstefader. Men svagheder fremtrådte jævnsides de gode egenskaber. Hans vogten på sin magt kunne være ængstelig og lidenskabelig mistænksom. Han arvede fra faderen en udtalt mistillid til den danske og holstenske adel og efterlod den til sin søn. Han frygtede til sine tider alt for stor indflydelse fra rådgivere på en vis, der gjorde hans egne og deres beslutninger usikre. Men dernæst var den alsidige og redelige flid ikke forenet med et overblik, der kunne skabe store, indgribende resultater, lige som ikke alle hans velmente tiltag altid fik de udfald, som måtte være tilsigtet.

## Ægteskab og familie
Kongen blev i 1695 gift med Louise af Mecklenburg. Frederik var sendt til Tyskland for at finde sig en hustru. Mens han var dernede, blev hans bror syg, og han måtte tage hjem. På vejen besluttede han sig for at gifte sig med Louise. 
Frederik havde flere elskerinder, og to gange lod han sig vie til venstre hånd. I 1703 hemmeligt med Elisabeth Helene von Vieregg og i 1712 åbenlyst med Anna Sophie Reventlow. Elisabeth døde året efter giftermålet i barselseng.
Anna Sophie Reventlow mødte Frederik til et maskebal på Koldinghus i 1711, hvor hoffet opholdt sig under et udbrud af byldepest i København. Han forelskede sig i hende, men Anna Sophies mor spærrede sin 18-årige datter inde på slægtsgården Clausholm for at undgå kongens tilnærmelser. Året efter lykkedes det kongen at bortføre Anna Sophie, og de blev gift samme dag.
Dagen efter dronning Louises bisættelse i 1721 lod kongen sig ægtevie til Anna Sophie, der således blev ophøjet til dronning. Med Anna Sophie fik kongen seks børn. Men fem af børnene døde, før de fyldte to.

## Regeringstid

### Tronbestigelse
Den 25. august 1699 døde Kong Christian 5. 53 år gammel på Københavns Slot efter en regeringstid på 29 år. Ved faderens død arvede Frederik 27 år gammel den dansk-norske trone og blev rigernes tredje enevældige konge. Den 15. april det følgende år afsluttedes ceremoniellet omkring tronskiftet, da den nye konge og dronning blev salvet i Frederiksborg Slotskirke, den traditionelle kroningskirke for Danmark-Norges monarker under enevælden.

### Store Nordiske Krig
Da han i 1699 besteg tronen, stod rigets sikkerhedsmæssige stilling i forgrunden. I løbet af de forudgående to menneskealdre var Danmark-Norge gået fra at være den stærkeste magt i Norden til en langt svagere stilling. Ikke mindst truslen fra Sverige stod i forgrunden. Den blev forstærket af en svensk dynastisk forbindelse til hertugen af Gottorp, der truede riget fra sydvest ved siden af truslen fra nordøst. Dertil kom, at tabene af Skåne, Halland, Blekinge, Bohuslen, Jämtland og Herjedalen endnu var i frisk erindring, og kongen havde ikke opgivet at vinde en del (eller det hele) af det tabte tilbage. Disse forhold fandt hurtigt deres udløsning i den Store Nordiske Krig. Kampen mod Holsten-Gottorp og Sverige var, som stillingen havde udviklet sig, uundgåelig, og det måtte ses som en hovedopgave for dansk politik at sprænge den koalition, der klemte og truede fra syd og øst. At kampen blev taget op, kan således ikke bebrejdes kongen, men krigen var ikke ordentlig forberedt. Frederiks ledelse savnede såvel det fornødne feltherretalent som personlig overlegenhed, lige som hans fasthed undertiden nærmede sig uheldigt stivsind. Hans politik kunne være både snæver og smålig, og det skyldtes særlig den almindelige politiske udviklings gang, at Freden i Frederiksborg gav så gunstigt et resultat. 
Fik krigen ikke det ønskede udfald, så gik det ikke meget bedre med inkorporationen af den gottorpske del af Sønderjylland i kronen i 1721. Skønt Frederik forstod og sikrede betydningen af den statsretlige indlemmelse og forstod nytten af en administrativ sammensmeltning, så skete en sådan ikke i fornøden grad. Værre var det, at absolut blottet for interesse for den danske nationalitet i Sønderjylland gjorde kongen intet for at værge den mod tyskheden, der dog var den farligste bro til Holsten. Hans synspunkt var rent dynastisk, for ham var alt nået ved den statsretlige enhed.

### Rigets forsvar
Allerede under krigen tog Frederik skridt til at styrke rigets forsvar. Han igangsatte oprettelsen af en dansk landmilits som den norske og ønskede samtidig vornedskabets ophævelse. Landmilitsen kom den 22. februar 1701, vornedskabet på den sjællandske øgruppe ophævedes den 21. februar 1702. Men landmilitsen blev ikke heldig organiseret eller gennemført, og heller ikke den store landboreform fik de virkninger, der lå i kongens hensigt. Kongens problem lå i, at hans reformer måtte foregå i et fuldstændigt godsejerdomineret samfund og på dettes vilkår.

### Kulturpolitik
Frederik synes at have stået ret uforstående over for alle åndslivets vigtigste sider, hæmmede det vel ikke, men gjorde uendelig lidt derfor.
Påfaldende var dog, at under ham blomstrede Ludvig Holbergs komedier på Komediehuset i Lille Grønnegade, mens kulturlivet hensygnede under sønnen.
Frederik var selv troende og støttede virksomhed inden for det religiøse område. Tidlig interesserede han sig for for missionsvirksomhed. Han etablerede hedningemissionen på Grønland under Hans Egedes ledelse. Fjern fra al pietisme brugte han vel pietister, hvor han mente, de var på deres plads. Da han i 1730 udstedte en meget streng helligdagsanordning, var det langt mindre en virkelig svingning over til pietismen, der ledte ham, langt mere var det trykket af sorger i det personlige liv og anger over sædelige forsyndelser, der fik ham til at imødekomme den frembrydende tunge religiøsitets fordringer. 
I 1721 udsendte Frederik 4. en forordning, der bød bønderne at skænke sognepræsten en ost årligt som midsommerrente.
Det var under Frederik 4., at de første egentlige aviser med nyhedsstof begyndte at udkomme omkring 1720.

### Rytterskolerne
Fremhæves må også hans bidrag til oprettelsen af en folkeskoleundervisning: allerede i 1708 havde kongen i en paragraf i en fattigdomsforordning bestemt, at degnen skulle give fattiges børn undervisning, fordi deres forældre ikke selv kunne bekoste den. Senere, i 1720 lod Frederik 4. på sine 12 rytterdistrikter - omfattende 1/6 af kongeriget - opføre 240 nye skoler, hvis formål var både at give oplæring i kristendommen og give børnene respekt for konge og fædreland. Kongens initiativ blev i nogen grad fulgt op af medlemmer af kongefamilien og hoffet samt enkelte storgodsejere.

### Kongelige byggerier
Frederik 4. opførte to lystslotte i italiensk barok: Frederiksberg Slot og Fredensborg Slot, der blev et monument over svenskekrigenes afslutning. Han ombyggede desuden Københavns Slot.
Inspireret af dannelsesrejserne til bl.a. Versailles anlagde Frederik 4. det store parkanlæg ved Frederiksborg Slot. 
Faderen, Christian 5.'s fæstningsanlæg på øerne Kirkeholmen og Bodholmen øst for Bornholm kom til at hedde "Christiansø", og de to hovedøer skiftede navn til Christiansø (efter Christan 5.) og Frederiksø efter Frederik 4.
Han lod også bygge Det Kongelige Vajsenhus i København.

## Død og tronfølge
Frederik 4. døde den 12. oktober 1730 på Odense Slot, og han blev begravet i Roskilde Domkirke. Han blev efterfulgt af sin søn Christian 6.
Enkedronning Anna Sophie blev efter kongens død forvist fra hoffet til Clausholm i Jylland. Hun er også begravet i Roskilde Domkirke - dog ikke sammen med kongen. Alle deres 5 bøen er også begravet i Domkirken.

## Fuld officiel titel
- 1699–1730: Af Guds Nåde Konge til Danmark og Norge, de Venders og Gothers, Hertug udi Slesvig, Holsten, Stormarn og Ditmarsken, Greve udi Oldenborg og Delmenhorst.[19]

## Børn
| Navn                              | Født                              | Død                               | Bemærkninger                                                                                           |
| Med Louise af Mecklenburg-Güstrow | Med Louise af Mecklenburg-Güstrow | Med Louise af Mecklenburg-Güstrow | Med Louise af Mecklenburg-Güstrow                                                                      |
| --------------------------------- | --------------------------------- | --------------------------------- | --- |
| Christian                         | 28. juni 1697                     | 1. oktober 1698                   | |
| Christian 6.                      | 10. december 1699                 | 6. august 1746                    | Konge af Danmark og Norge 1730 – 1746 Gift 7. august 1721 med Sophie Magdalene af Brandenburg-Kulmbach |
| Frederik Karl                     | 23. oktober 1701                  | 7. januar 1702                    | |
| Jørgen                            | 6. januar 1703                    | 12. marts 1704                    | |
| Charlotte Amalie                  | 6. oktober 1706                   | 28. oktober 1782                  | |
| Med Elisabeth Helene von Vieregg  |                                   |                                   | |
| Frederik Gyldenløve               | 8. juni 1704                      | 9. marts 1705                     | |
| Med Charlotte Helene von Schindel |                                   |                                   | |
| Datter                            | maj 1710                          | marts 1711                        | |
| Med Anna Sophie Reventlow         |                                   |                                   | |
| Frederikke Sophie                 | før 1721                          | som spæd                          | Døde før forældrenes officielle ægteskab                                                               |
| Frederikke Konradine              | før 1721                          | som spæd                          | Døde før forældrenes officielle ægteskab                                                               |
| dødfødt barn                      |                                   |                                   | |
| Christiane Amalie                 | 23. oktober 1723                  | 7. januar 1724                    | |
| Frederik Christian                | 1. juni 1726                      | 15. maj 1727                      | |
| Karl                              | 16. februar 1728                  | 10. december 1729                 | |

## Fodnoter
1. 1 2  Under enevælden (1660–1848) blev de danske konger formelt ikke kronede, men blot salvede af kirken, da de som arvekonger blev anset for at have fået deres magt fra Gud, og intet menneske derfor havde ret til at sætte kronen på deres hoveder. I daglig tale blev denne ceremoni dog også i samtiden omtalt som kroning.[1]